# Fernand Cammaert
Fernand M.J. Cammaert (1904 – 1988) was een Belgische kanunnik, bekend als opperaalmoezenier van het Belgisch leger.
Cammaert zou tijdens de Tweede Wereldoorlog verschillende Joden hebben helpen onderduiken. Tijdens zijn mandaat als opperaalmoezenier onderhield hij de contacten bij het ministerie van Defensie. Zijn adjunct was de Antwerpse priester Florent Vanderborght (°1915), een redactielid van Zending: Vlaams kristelijk tijdschrift voor officieren. Ook zijn verdiensten aan de Gulden Leeftijd, resulteerden in een bloeiperiode. Het project van  Kusttram 9942 kon op zijn aandacht rekenen, maar was bij zijn dood niet voltooid.

## Functies
- Hoogleraar kerkgeschiedenis Klein Seminarie
- Kanunnik van Sint-Rombouts
- Nationaal aalmoezenier "Gulden Leeftijd"[3]
- Nationaal aalmoezenier Belgische Gidsen en Scouts
- Hoofdalmoezenier Bisdom bij de Krijgsmacht 1945-1969
- Huisprelaat van de Paus